# Manuel Bernárdez Filgueira
Manuel Bernárdez Filgueira (Vilagarcía de Arousa, 1867 - Montevideo, 1942) fou un periodista, diplomàtic i editor uruguaià d'origen gallec.

## Biografia
Bernárdez era fill de Juan Ramón Bernárdez i de Dolores Filgueira. Quan tenia sis anys, van abandonar Vilagarcía de Arousa, Galícia, i es van traslladar a l'Arapey, al nord de l'Uruguai. Va obtenir la nacionalitat uruguaiana poc després d'arribar a la majoria d'edat.
Mai va anar a l'escola, pel que el seu aprenentatge va tenir lloc a la seva casa. En la seva infància va escriure poesia i prosa, publicant el seu primer treball Confidencias a una joven amiga als divuit anys. Pel que fa a les pròximes tres dècades, va treballar en diverses editorials i periòdics nacionals i internacionals. També es va casar amb Carmen Martínez-Thédy el 1894, amb qui va tenir quatre fills.
El 1898 es va convertir en l'editor de El Diario a Buenos Aires; després, va viatjar al Brasil i va escriure un llibre amb el títol De Buenos Aires al Iguazú. Entre 1904 i 1905, Bernárdez va escriure sobre l'Argentina, on celebrava el seu desenvolupament econòmic: Viajes por la República Argentina, La nación en marcha, Jornadas del progreso argentino, hacia las cumbres.
El 1910 es va traslladar al Brasil en qualitat de cònsol de l'Uruguai, i va ser ministre del seu país el 1916. Va morir el 1942 a Montevideo.

## Obra
- Claros de luna (1886)
- Memorias de campo (1887)
- Ave, Maria!
- La muerte de Artigas (1891)
- El Tratado de la Asunción (1894)
- De Buenos Aires al Iguazú (1901)
- El Brasil, su vida su trabajo, su futuro: itinerario periodístico (1908)
- Aspectos ejemplares de la nueva Bélgica : las grandes patrias chicas : páginas de una memoria (1928)
- Política y Moneda (1931)
- Tambos y Rodeos